# پل کوک (طبل‌زن)
پل توماس کوک (انگلیسی: Paul Thomas Cook؛ زاده ۲۰ ژوئیه ۱۹۵۶) درامر انگلیسی و عضو گروه پانک راک سکس پیستولز است. او همچنین توسط دوستانش در صحنه موسیقی پانک، کوکی نامیده می‌شد.
او در فیلم خانم‌ها و آقایان، لکه‌های شگفت‌انگیز بازی کرده‌است.